# إيزابيل ميسا ديلغادو
إيزابيل ميسا ديلغادو (بالإسبانية: Isabel Mesa Delgado)‏ هي نقابية إسبانية، ولدت في 30 ديسمبر 1913 في رندة في إسبانيا، وتوفيت في 2002 في Horta of Valencia ‏ في إسبانيا.